# Maja Komorowska
Pour les articles homonymes, voir Komorowska.
Maja Komorowska, née à Varsovie le 23 novembre 1937, est une actrice polonaise. Elle est apparue dans 35 films depuis 1970.

## Biographie
Maja Komorowska est une sœur de l'acteur Piotr Komorowski.

## Filmographie partielle

### Cinéma
- 1971 : La Vie de famille de Krzysztof Zanussi
- 1972 : Si loin, si près d'ici de Tadeusz Konwicki
- 1972 : Les Noces d'Andrzej Wajda
- 1975 : Bilan trimestriel (Bilans kwartalny) de Krzysztof Zanussi
- 1977 : Contes de Budapest (Budapesti mesék) d'István Szabó
- 1978 : Spirale de Krzysztof Zanussi
- 1979 : Les Demoiselles de Wilko (Panny z Wilka) d'Andrzej Wajda
- 1980 : Le Contrat (Kontrakt) de Krzysztof Zanussi
- 1984 : L'Année du soleil calme (Rok spokojnego słońca) de Krzysztof Zanussi
- 2007 : Katyń d'Andrzej Wajda

### Télévision
- 1988 : Le Décalogue 1 : Un seul Dieu tu adoreras (téléfilm) de Krzysztof Kieślowski

## Distinctions

### Récompenses
- Prix des nuits noires, 2014